# مدار ۲۲ درجه شمالی
مدار ۲۲ درجه شمالی، دایره‌ای از عرض جغرافیایی است که در ۲۲ درجهٔ شمالی خط استوا قرار دارد.

## گذر از مناطق
از نصف‌النهار مبدأ شروع می‌شود و به سمت مشرق ۲۲ درجه شمالی از موارد زیر گذر می‌کند:
| مختصات‌ها                                             | کشور، قلمرو یا دریا       | توضیحات |
| ---------------------------------------------------- | ------------------------- | --- |
| ۲۲°۰′ شمالی ۰°۰′ شرقی / ۲۲٫۰۰۰°شمالی ۰٫۰۰۰°شرقی      | الجزایر                   | |
| ۲۲°۰′ شمالی ۹°۲۱′ شرقی / ۲۲٫۰۰۰°شمالی ۹٫۳۵۰°شرقی     | نیجر                      | |
| ۲۲°۰′ شمالی ۱۵°۱۱′ شرقی / ۲۲٫۰۰۰°شمالی ۱۵٫۱۸۳°شرقی   | چاد                       | |
| ۲۲°۰′ شمالی ۱۹°۴′ شرقی / ۲۲٫۰۰۰°شمالی ۱۹٫۰۶۷°شرقی    | لیبی                      | |
| ۲۲°۰′ شمالی ۲۵°۰′ شرقی / ۲۲٫۰۰۰°شمالی ۲۵٫۰۰۰°شرقی    | مصر / سودان border        | |
| ۲۲°۰′ شمالی ۳۱°۱۹′ شرقی / ۲۲٫۰۰۰°شمالی ۳۱٫۳۱۷°شرقی   | سودان                     | The border diverts north at دریاچه ناصر, enclosing the Wadi Halfa Salient - as it passes through the lake is entirely within Sudan |
| ۲۲°۰′ شمالی ۳۱°۲۴′ شرقی / ۲۲٫۰۰۰°شمالی ۳۱٫۴۰۰°شرقی   | مصر / سودان border        | |
| ۲۲°۰′ شمالی ۳۳°۱۰′ شرقی / ۲۲٫۰۰۰°شمالی ۳۳٫۱۶۷°شرقی   | مصر / بئر طویل border     | بئر طویل is not ادعا شده توسطany country.                                                                                          |
| ۲۲°۰′ شمالی ۳۴°۵′ شرقی / ۲۲٫۰۰۰°شمالی ۳۴٫۰۸۳°شرقی    | مثلث حلایب / سودان border | The مثلث حلایب is a disputed territory ادعا شده توسطboth Egypt and Sudan - Egypt controls the territory.                           |
| ۲۲°۰′ شمالی ۳۶°۵۲′ شرقی / ۲۲٫۰۰۰°شمالی ۳۶٫۸۶۷°شرقی   | دریای سرخ                 | |
| ۲۲°۰′ شمالی ۳۸°۵۶′ شرقی / ۲۲٫۰۰۰°شمالی ۳۸٫۹۳۳°شرقی   | عربستان سعودی             | |
| ۲۲°۰′ شمالی ۵۵°۴۰′ شرقی / ۲۲٫۰۰۰°شمالی ۵۵٫۶۶۷°شرقی   | عمان                      | |
| ۲۲°۰′ شمالی ۵۹°۳۹′ شرقی / ۲۲٫۰۰۰°شمالی ۵۹٫۶۵۰°شرقی   | اقیانوس هند               | دریای عرب |
| ۲۲°۰′ شمالی ۶۹°۱۰′ شرقی / ۲۲٫۰۰۰°شمالی ۶۹٫۱۶۷°شرقی   | هند                       | گجرات - Kathiawar Peninsula |
| ۲۲°۰′ شمالی ۷۲°۱۴′ شرقی / ۲۲٫۰۰۰°شمالی ۷۲٫۲۳۳°شرقی   | اقیانوس هند               | خلیج خامبات |
| ۲۲°۰′ شمالی ۷۲°۳۰′ شرقی / ۲۲٫۰۰۰°شمالی ۷۲٫۵۰۰°شرقی   | هند                       | Gujarat مادایا پرادش چتیسگر اوریسا بنگال غربی                                                                                      |
| ۲۲°۰′ شمالی ۸۹°۵′ شرقی / ۲۲٫۰۰۰°شمالی ۸۹٫۰۸۳°شرقی    | بنگلادش                   | Several islands در دلتای گنگ |
| ۲۲°۰′ شمالی ۹۰°۴۱′ شرقی / ۲۲٫۰۰۰°شمالی ۹۰٫۶۸۳°شرقی   | اقیانوس هند               | خلیج بنگال |
| ۲۲°۰′ شمالی ۹۱°۵۳′ شرقی / ۲۲٫۰۰۰°شمالی ۹۱٫۸۸۳°شرقی   | بنگلادش                   | |
| ۲۲°۰′ شمالی ۹۲°۳۶′ شرقی / ۲۲٫۰۰۰°شمالی ۹۲٫۶۰۰°شرقی   | هند                       | حدود 3km |
| ۲۲°۰′ شمالی ۹۲°۳۸′ شرقی / ۲۲٫۰۰۰°شمالی ۹۲٫۶۳۳°شرقی   | میانمار (Burma)           | |
| ۲۲°۰′ شمالی ۹۲°۵۳′ شرقی / ۲۲٫۰۰۰°شمالی ۹۲٫۸۸۳°شرقی   | هند                       | حدود 4km |
| ۲۲°۰′ شمالی ۹۲°۵۶′ شرقی / ۲۲٫۰۰۰°شمالی ۹۲٫۹۳۳°شرقی   | میانمار (Burma)           | حدود 5km |
| ۲۲°۰′ شمالی ۹۲°۵۸′ شرقی / ۲۲٫۰۰۰°شمالی ۹۲٫۹۶۷°شرقی   | هند                       | حدود 3km |
| ۲۲°۰′ شمالی ۹۳°۰′ شرقی / ۲۲٫۰۰۰°شمالی ۹۳٫۰۰۰°شرقی    | میانمار (Burma)           | |
| ۲۲°۰′ شمالی ۹۹°۵۹′ شرقی / ۲۲٫۰۰۰°شمالی ۹۹٫۹۸۳°شرقی   | چین                       | |
| ۲۲°۰′ شمالی ۱۰۱°۳۷′ شرقی / ۲۲٫۰۰۰°شمالی ۱۰۱٫۶۱۷°شرقی | لائوس                     | |
| ۲۲°۰′ شمالی ۱۰۲°۲۹′ شرقی / ۲۲٫۰۰۰°شمالی ۱۰۲٫۴۸۳°شرقی | ویتنام                    | |
| ۲۲°۰′ شمالی ۱۰۶°۴۱′ شرقی / ۲۲٫۰۰۰°شمالی ۱۰۶٫۶۸۳°شرقی | چین                       | گوانگشی (حدود 4km) |
| ۲۲°۰′ شمالی ۱۰۶°۴۴′ شرقی / ۲۲٫۰۰۰°شمالی ۱۰۶٫۷۳۳°شرقی | ویتنام                    | حدود 6km |
| ۲۲°۰′ شمالی ۱۰۶°۴۸′ شرقی / ۲۲٫۰۰۰°شمالی ۱۰۶٫۸۰۰°شرقی | چین                       | گوانگشی و گوانگ‌دونگ |
| ۲۲°۰′ شمالی ۱۱۳°۲۲′ شرقی / ۲۲٫۰۰۰°شمالی ۱۱۳٫۳۶۷°شرقی | دریای جنوبی چین           | |
| ۲۲°۰′ شمالی ۱۱۳°۴۴′ شرقی / ۲۲٫۰۰۰°شمالی ۱۱۳٫۷۳۳°شرقی | چین                       | Passing through islands در Wanshan Archipelago (Guangdong), about 12km south of ماکائو                                             |
| ۲۲°۰′ شمالی ۱۱۳°۵۰′ شرقی / ۲۲٫۰۰۰°شمالی ۱۱۳٫۸۳۳°شرقی | دریای جنوبی چین           | |
| ۲۲°۰′ شمالی ۱۱۴°۸′ شرقی / ۲۲٫۰۰۰°شمالی ۱۱۴٫۱۳۳°شرقی  | چین                       | More islands در Wanshan Archipelago (Guangdong), about 20km south of هنگ کنگ                                                       |
| ۲۲°۰′ شمالی ۱۱۴°۱۳′ شرقی / ۲۲٫۰۰۰°شمالی ۱۱۴٫۲۱۷°شرقی | دریای جنوبی چین           | |
| ۲۲°۰′ شمالی ۱۲۰°۴۱′ شرقی / ۲۲٫۰۰۰°شمالی ۱۲۰٫۶۸۳°شرقی | تایوان                    | جزیرهٔ تایوان (ادعا شده توسط چین)                                                                                                   |
| ۲۲°۰′ شمالی ۱۲۰°۵۲′ شرقی / ۲۲٫۰۰۰°شمالی ۱۲۰٫۸۶۷°شرقی | اقیانوس آرام              | گذرکردن از جنوب Orchid Island, تایوان (ادعا شده توسط چین)                                                                          |
| ۲۲°۰′ شمالی ۱۶۰°۶′ غربی / ۲۲٫۰۰۰°شمالی ۱۶۰٫۱۰۰°غربی  | ایالات متحده آمریکا       | جزیرهٔ نیهاو, هاوائی |
| ۲۲°۰′ شمالی ۱۶۰°۳′ غربی / ۲۲٫۰۰۰°شمالی ۱۶۰٫۰۵۰°غربی  | اقیانوس آرام              | |
| ۲۲°۰′ شمالی ۱۵۹°۴۶′ غربی / ۲۲٫۰۰۰°شمالی ۱۵۹٫۷۶۷°غربی | ایالات متحده آمریکا       | جزیرهٔ کائوآئی, هاوائی |
| ۲۲°۰′ شمالی ۱۵۹°۲۱′ غربی / ۲۲٫۰۰۰°شمالی ۱۵۹٫۳۵۰°غربی | اقیانوس آرام              | گذرکردن از شمال جزیرهٔ San Juanito, مکزیک                                                                                           |
| ۲۲°۰′ شمالی ۱۰۵°۳۹′ غربی / ۲۲٫۰۰۰°شمالی ۱۰۵٫۶۵۰°غربی | مکزیک                     | |
| ۲۲°۰′ شمالی ۹۷°۴۳′ غربی / ۲۲٫۰۰۰°شمالی ۹۷٫۷۱۷°غربی   | خلیج مکزیک                | |
| ۲۲°۰′ شمالی ۸۴°۳۶′ غربی / ۲۲٫۰۰۰°شمالی ۸۴٫۶۰۰°غربی   | کوبا                      | |
| ۲۲°۰′ شمالی ۸۴°۰′ غربی / ۲۲٫۰۰۰°شمالی ۸۴٫۰۰۰°غربی    | دریای کارائیب             | خلیج باتابانو - گذرکردن از شمال ایسلا د لا خوبنتود, کوبا · Gulf of Cazones - گذرکردن از جنوب شبه جزیره زاپاتا, کوبا                |
| ۲۲°۰′ شمالی ۸۰°۲۳′ غربی / ۲۲٫۰۰۰°شمالی ۸۰٫۳۸۳°غربی   | کوبا                      | |
| ۲۲°۰′ شمالی ۷۷°۳۸′ غربی / ۲۲٫۰۰۰°شمالی ۷۷٫۶۳۳°غربی   | اقیانوس اطلس              | Passing between islands of the باهاما · گذرکردن از شمال North Caicos, جزایر تورکس و کایکوس                                         |
| ۲۲°۰′ شمالی ۱۶°۵۲′ غربی / ۲۲٫۰۰۰°شمالی ۱۶٫۸۶۷°غربی   | صحرای غربی                | ادعا شده توسط مراکش |
| ۲۲°۰′ شمالی ۱۳°۴′ غربی / ۲۲٫۰۰۰°شمالی ۱۳٫۰۶۷°غربی    | موریتانی                  | |
| ۲۲°۰′ شمالی ۶°۱۳′ غربی / ۲۲٫۰۰۰°شمالی ۶٫۲۱۷°غربی     | مالی                      | This part of Mali has declared independence as ازواد                                                                               |
| ۲۲°۰′ شمالی ۰°۹′ غربی / ۲۲٫۰۰۰°شمالی ۰٫۱۵۰°غربی      | الجزایر                   | |